# Ås distrikt, Jämtland
Ås distrikt är ett distrikt i Krokoms kommun och Jämtlands län. Distriktet ligger omkring Ås i mellersta Jämtland.

## Tidigare administrativ tillhörighet
Distriktet inrättades 2016 och utgörs av Ås socken i Krokoms kommun.
Området motsvarar den omfattning Ås församling hade 1999/2000.

## Tätorter och småorter
I Ås distrikt finns tre tätorter och en småort.

### Tätorter
- Ås
- Åssjöns norra strand
- Östersund (del av)

### Småorter
- Kännåsen